# La Habitación Roja
La Habitación Roja (també coneguts per l'acrònim LHR) és un grup de pop-rock indie valencià. Les seues cançons són cantades en castellà. Es formà al municipi de l'Eliana (Camp de Túria) l'any 1995 per Jorge Martí i José Marco.

## Història
Format en 1995 per Jorge Martí i Jose Marco, als quals s'uniria poc després Pau Roca a la guitarra i Juanjo Espinosa al baix. Aquest darrer abandonà el grup el 2001 siguent substituït per Marc Greenwood. Amb Jordi Sapena als teclats i la guitarra quedaria constituïda la formació de manera definitiva.
Van començar a donar-se a conèixer en l'escena musical valenciana en quedar guanyadors del concurs Circuit Rock el mateix 1995. En 1997 ix a la llum "Popanrol", un primer EP de 7 cançons, amb el qual inicien una gira per la geografia espanyola i el seu primer disc en 1998. "Largometraje" es publica a l'any següent.
En 2001 naix "Radio", la constatació de la progressió de la banda, tant a nivell mediàtic (actuació davant més de 20.000 persones en el Festival de Benicàssim) com a nivell sonor (és notòria l'evolució al llarg d'aquests primers discos, des del so 90's dels seus primers enregistraments, la banda va adquirint matisos extrets de les seues referències musicals com The Go-Betweens, Teenage Fanclub o Magnetic Fields, la qual cosa enriqueix encara més el so de la banda).
Després de la publicació en 2004 de "Un mundo perdido", recopilatori de cares B i rareses, La Habitación Roja abandona la discogràfica Grabaciones en el Mar passant a les files del segell Mushroom Pillow, on trauen en el 2005 "Nuevos Tiempos", disc emblemàtic de la seua carrera, un conjunt exquisit de temes en els quals el grup demostra la seua total maduresa musical amb un so molt contundent i amb himnes com "Van a por nosotros", "Nunca ganaremos el Mundial" o "El eje del mal".
"Cuando ya no quede nada" (2007) repeteix el mateix esquema que l'anterior, enregistrat a Chicago (EUA) de la mà de Steve Albini, predomini de la guitarra, lletres compromeses i un gran comunió amb el seu públic en els seus directes. D'aquest disc s'extrauen dos EP's a posteriori, "Posidonia" i "Esta no será otra canción de amor", que aprofundeixen encara més en els sons clàssics de la banda.

## Discografia

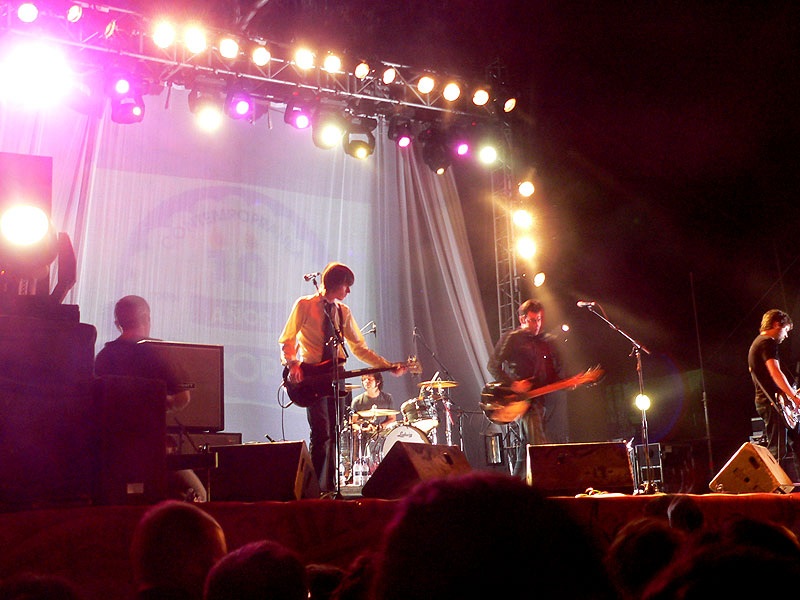
La Habitación Roja al festival Contempopránea de 2005 a Alburquerque

### Àlbums
- La Habitación Roja (1998)
- Largometraje (1999)
- Radio (2001)
- 4 (2003)
- Nuevos tiempos (2005)
- Cuando ya no quede nada (2007)
- Universal (2010)
- Fue eléctrico (2012)
- La moneda en el aire (2014)
- Sagrado Corazón (2016)

### EP, singles i mini-CD
- Popanrol (1997)
- Mi habitación (1999)
- Crónico (2000)
- Eurovisión (2001)
- Ciudad dormitorio (2001)
- Metropol (2002)
- El hombre del espacio interior (2001)
- Un día perfecto (2001)
- La edad de oro (2002)
- Cuando te hablen de mi (2003)
- Para ti (2005)
- El eje del mal (2006)
- Dirán que todo fue un sueño (2006)
- Posidonia (2007)
- Esta no será otra canción de amor (2008)
- Febrero (2010)
- Para ti Vol.2 (2011)

### Altres
- Un mundo perdido (recopilación de caras B) (2004)